# (190057) Nakagawa
Pour les articles homonymes, voir Naka-gawa.
(190057) Nakagawa est un astéroïde de la ceinture principale.

## Description
(190057) Nakagawa est un astéroïde de la ceinture principale. Il fut découvert le 14 septembre 2004 à Nakagawa par Hisao Hori et Hiromu Maeno. Il présente une orbite caractérisée par un demi-grand axe de 2,76 UA, une excentricité de 0,12 et une inclinaison de 3,9° par rapport à l'écliptique.

## Compléments